# Davidson and Associates
Davidson and Associates est une société américaine spécialisée dans les logiciels éducatifs fondé en 1989 par Bob et Jan Davidson et basé à Torrance en Californie. Elle se fait d'abord connaître grâce au succès de leur titre Math Blaster , un jeu éducatif de mathématique. Grâce à une bonne gestion et une stratégie agressive, la société se développe ensuite dans différents secteurs dont la production et la distribution de jeu auprès du grand public, mais aussi directement auprès des écoles. La société tente également de se développer dans le secteur de l’amusement mais leurs premières tentatives de créer des jeux vidéo convainc la direction de l'entreprise qu’il serait plus judicieux de racheter un studio de développement expérimenté plutôt que de continuer à développer leurs propres jeux. Davidson and Associates rachète donc Silicon and Synapse, rebaptisé Blizzard Entertainment peu de temps après, en février 1994, Blizzard Entertainment rencontre par la suite le studio Condor Software et l'intègre au groupe en tant que Blizzard North. En 1996, la société est rachetée par CUC International (en) et fusionne avec une autre société de jeux éducatifs appelé Knowledge Adventure (en).

### Source
- (en) Cet article est partiellement ou en totalité issu de l’article de Wikipédia en anglais intitulé « Davidson & Associates » (voir la liste des auteurs).